# أندريه وولريدج
أندريه وولريدج (بالإنجليزية: Andre Woolridge)‏ مواليد 11 نوفمبر 1973 في أوماها، هو لاعب كرة سلة أمريكي معتزل. بدأ مسيرته الاحترافية في سنة 1997. يبلغ طوله 6 قدم 0 بوصة (1.8 م). اعتزل اللعب في 2009.

## المسيرة الاحترافية
لعب مع بشكتاش لكرة السلة في الدوري التركي من سنة 1997 إلى 1999، ثم لعب مع لو مان سارت باسكت في الدوري الفرنسي في موسم 1999–2000، ثم لعب مع بشكتاش لكرة السلة في موسم 2000–2001، ثم لعب مع أماتوري أوديني في سنة 2002، ثم لعب مع أوكلاهوما سيتي بلو في سنة 2002، ثم لعب مع لو مان في سنة 2002، ثم لعب مع بي سي إم جرافيلين في الدوري الفرنسي من سنة 2002 إلى 2004، ثم لعب مع تروتاموندوس دي كارابوبو في سنة 2005.

## روابط خارجية
- أندريه وولريدج على موقع كرة السلة الأوروبية.كوم (الإنجليزية)
- أندريه وولريدج على موقع كلية كرة السلة في سبورتس رفرنس.كوم (الإنجليزية)
- أندريه وولريدج على موقع ريلجم (الإنجليزية)
- أندريه وولريدج على موقع بروبوليرز (الإنجليزية)
- أندريه وولريدج على موقع سبورتس رفرنس (الإنجليزية)
- أندريه وولريدج على موقع سبورتس رفرنس (الإنجليزية)